# Міністерство сільського господарства та меліорації (Єгипет)
Міністерство сільського господарства та меліорації відповідає за сільське господарство та меліорацію земель у Єгипті. Осідок знаходиться в Каїрі.